# 軍事偵察局
軍事偵察局（ぐんじていさつきょく、La Direction du Renseignement Militaire; DRM）は、フランス軍事省に所属する諜報機関で、フランスの情報共同体を構成する。

## 歴史
軍事偵察局は、湾岸戦争後の1992年6月16日、軍事偵察部隊の計画立案、調整及び指導を管掌する機関として、軍事偵察運用センター (Centre d’Exploitation du Renseignement Militaire; CERM)、電磁波放射情報センター (Centre d’Information sur les rayonnements Electrotmagnétiques; CIREM)、統合画像分析センター (Centre l’Interpretation Interarmees de l’Imagerie)、統合部隊HELIOS (l’Unite Interarmees HELIOS)、並びに、陸軍・空軍の第2局を基に編成された。海軍情報部は、DRMの機構に入らず、艦隊作戦本部の構成に入る外事局（BRE）に留まった。ちなみに、衛星システムHELIOSとは、フランス・イタリア・スペインの共同プロジェクトであり、フランスが79 %、イタリアが14 %、スペインが7 %出資している。
創設後、軍事偵察局は、対外治安総局の管轄分野に入り込み、純粋な軍事諜報から政治及び戦略諜報に変わり始めた。それにも拘らず、一般的な意味でのスパイ活動は行っておらず、偵察衛星からの情報と電波傍受データの分析に限定されている。

## 機構
軍事偵察局の定員は、約2000人に達する。1995年の時点で、職員は計1500人で、割合は、陸軍将校が50 %、空軍23 %、海軍12 %、装備局2 %、警察1 %、文民専門家12 %だった。
軍事偵察局の本部庁舎はパリ15区にあり、クレイユ (Creil) とストラスブールに偵察部隊がある。
- 研究課 (une sous-direction Recherche; SDR)
- 運用課 (une sous-direction Exploitation; SDE)
- 装備/製造課 (une sous-direction Armements-Prolifeacuteration; SDA)
- 技術課 (une sous-direction Technique; SDT)
- 人的資源管理課 (une sous-direction Ressources humaines-formation; SDH)

## 歴代局長
局長は1998年以降、陸・空軍中将もしくは海軍上級中将が充てられている。(フランス海軍には准将の階級が無く、代わりに中将に2段階階級が存在する。)
| 代 | 氏名                 | 仏語名            | 就任       | 辞任       | 備考           |
| -- | -------------------- | ----------------- | ---------- | ---------- | -------------- |
|    | ジャン・アンリシュ   | Jean Heinrich     | 1992年6月  | 1995年11月 | 元DGSE作戦局長 |
|    | ブルーノ･エレ        | Bruno Elects      | 1995年11月 |            |                |
|    | イヴ・デ・ケルセゾン | Yves de Kersauson |            |            |                |